# 東京楽天地
株式会社東京楽天地（とうきょうらくてんち、英: TOKYO RAKUTENCHI CO.,LTD.）は、東京都墨田区江東橋四丁目に本社を置く企業。創立者は小林一三であり、阪急阪神東宝グループに属する。墨田区錦糸町と台東区浅草を中心として不動産業や映画興行などを行っている。

## 歴史

### 江東楽天地の開業

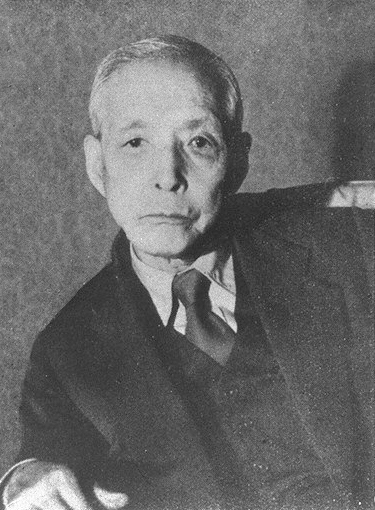
創立者である小林一三

1932年（昭和7年）8月12日には小林一三によって株式会社東京宝塚劇場（現・東宝株式会社）が設立され、1934年（昭和9年）1月1日には宝塚歌劇団の東京における拠点として東京宝塚劇場が開館、同年2月1日には洋画ロードショー館として日比谷映画劇場が開館した。小林一三は全国の主要都市に劇場の建設を進め、1935年（昭和10年）には横浜宝塚劇場、京都宝塚劇場、名古屋宝塚劇場が開館している。
東京では松竹の牙城である浅草への進出も目指したが、恩人である根津嘉一郎に懇願されたこともあってやむなく断念し、代わりに錦糸堀（錦糸町）を娯楽街とする計画を立てた。当時の錦糸堀は殺風景でうらぶれた街に過ぎず、東宝の重役たちは軒並み仰天したほか、世間は小林の暴挙として捉えた。
1937年（昭和12年）2月27日、小林一三によって株式会社江東楽天地が創設された。創設当初の資本金は100万円。代表取締役社長に吉岡重三郎が就任し、取締役に秦豊吉と那波光正、監査役に今村信吉と真鍋八千代が就任した。かつて東京市本所区錦糸堀（現在の錦糸町）には平岡工場を前身とする汽車製造合資会社東京支店（現在の川崎重工業株式会社）があり、1931年（昭和6年）の小名木川駅近辺への移転後はその跡地が8000坪の空き地となっていたが、株式会社江東楽天地はその場所に総合レジャー施設として江東楽天地を建設した。1937年（昭和12年）4月に着工し、12月3日には中核施設である江東劇場と本所映画館が開館した。いずれも冷暖房を完備した定員1500人の大劇場だったが、同じ設備や規模を持つ劇場は東京全体を見渡しても10館に満たなかった。
1938年（昭和13年）4月3日には、遊園地、吉本興業に賃貸した江東花月劇場、須田町食堂に賃貸した大食堂、仲見世、高等屋台店、スポーツランド、喫茶店なども開業した。1939年（昭和14年）2月17日には今村信吉が代表取締役社長に就任。同年6月にはローラースケート場などが開業、1940年（昭和15年）4月には敷地内に江東観世音が建立され、当初の構想がすべて実現した。
1938年（昭和13年）5月に施行された国家総動員法などの影響で統制が強まり、製作本数、入場税、興行時間などで制約が課されたが、戦時下で江東楽天地の娯楽は多くの観客に求められた。1945年（昭和20年）3月10日の東京大空襲では江東地区だけで焼失戸数23万戸・死傷者数12万人という被害を出し、江東楽天地も江東劇場が盾となった本所映画館以外が全滅した。

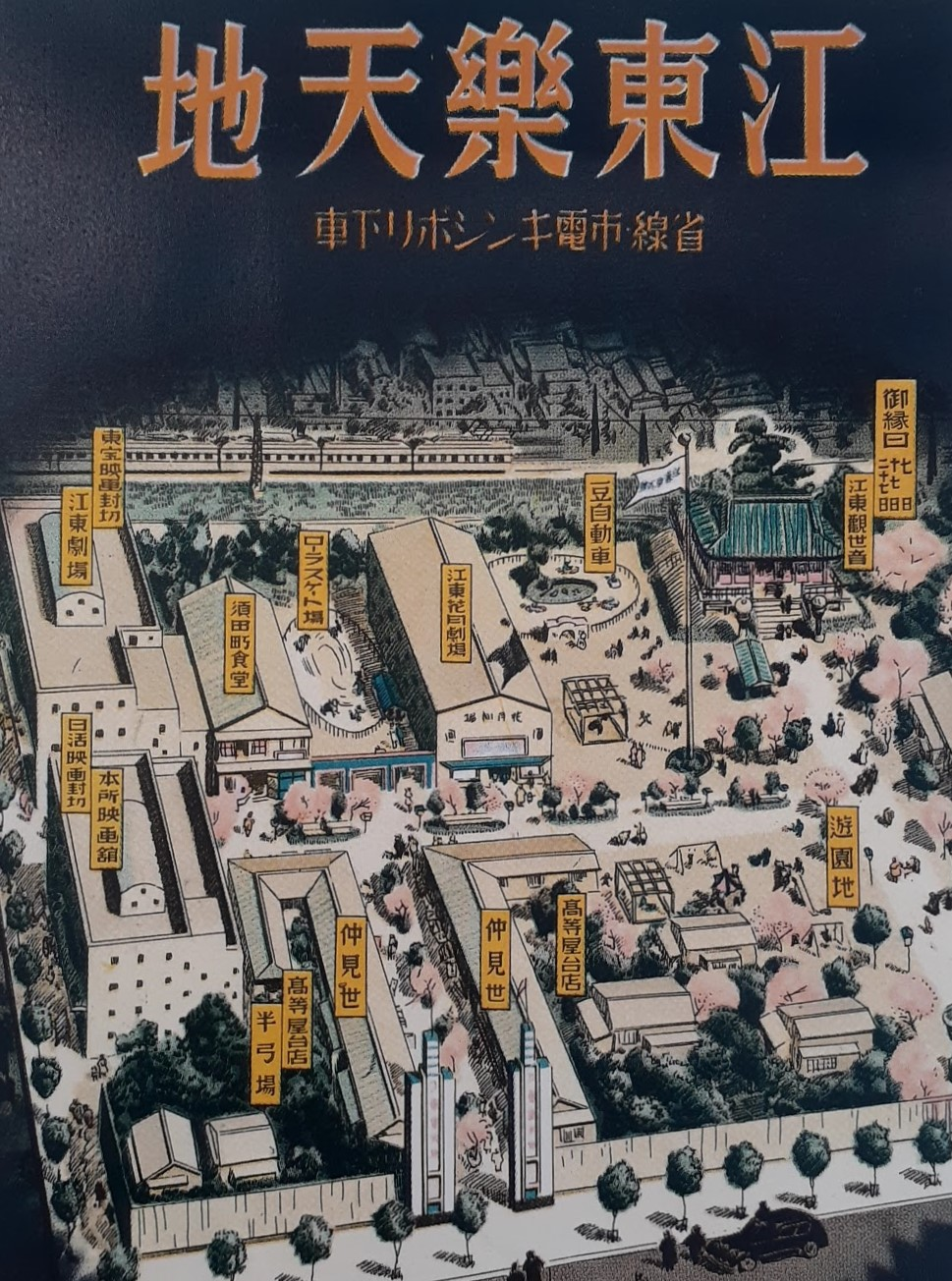
1937年の開業時の江東楽天地
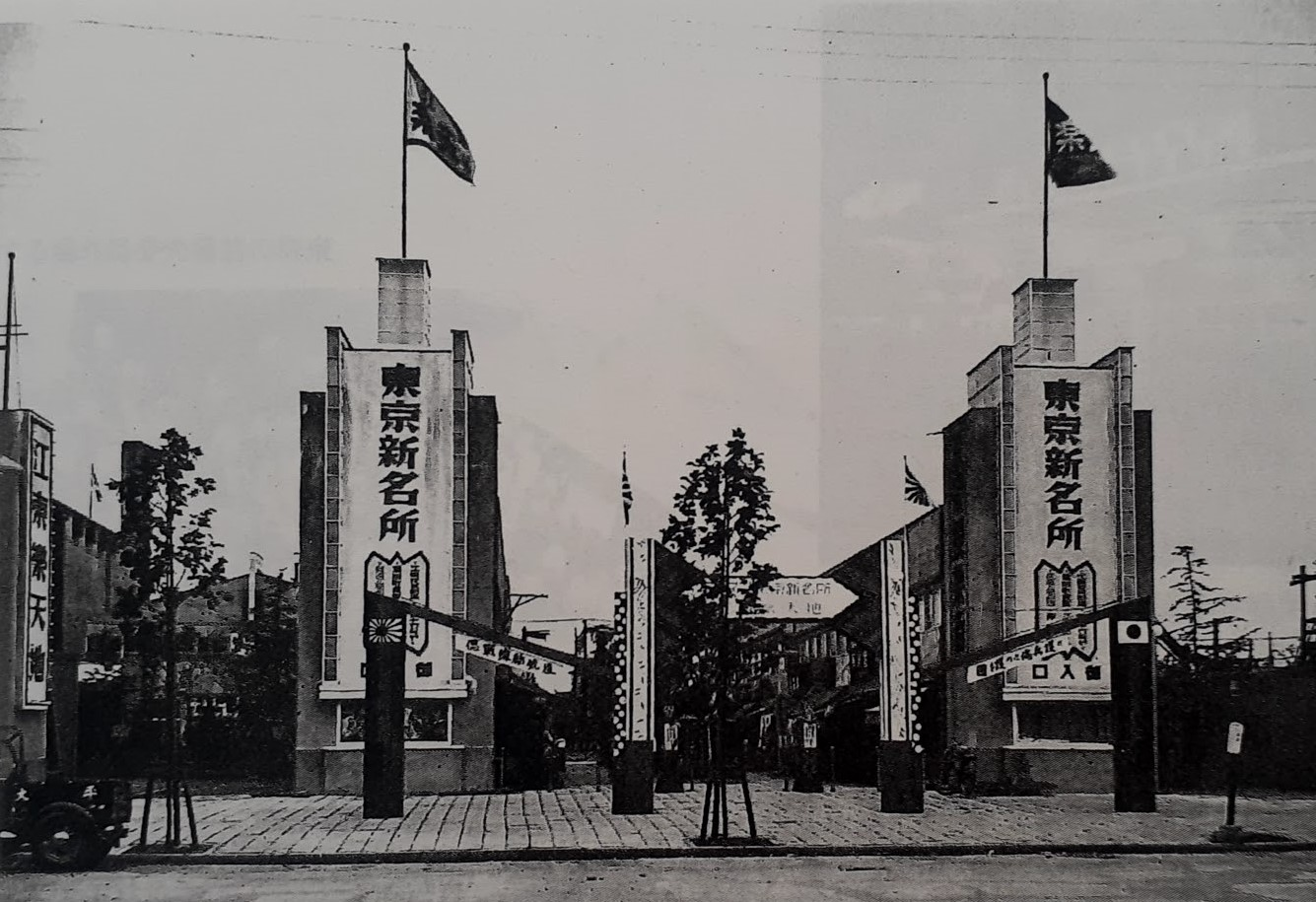
開業時の南側入口
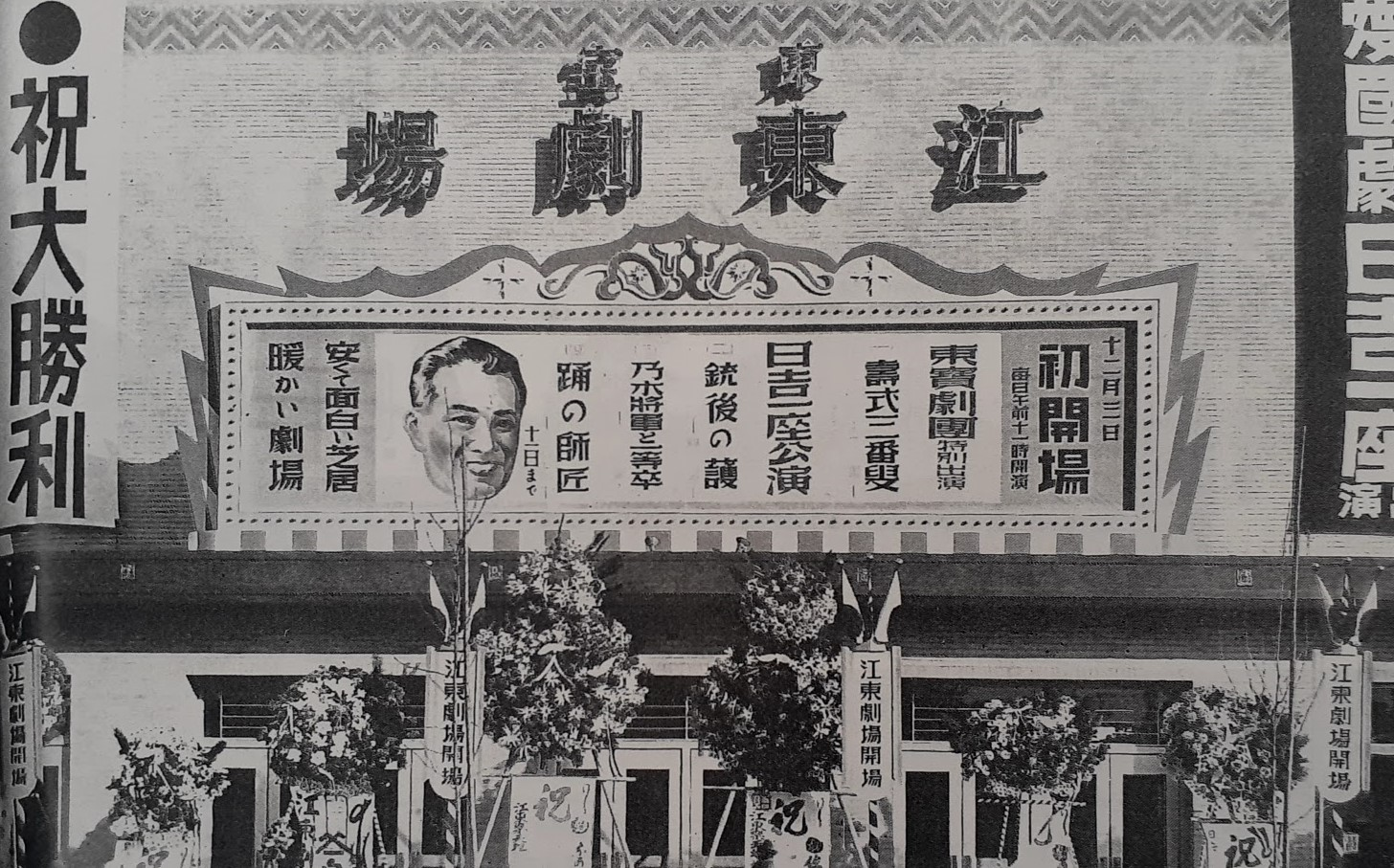
開業時の江東劇場
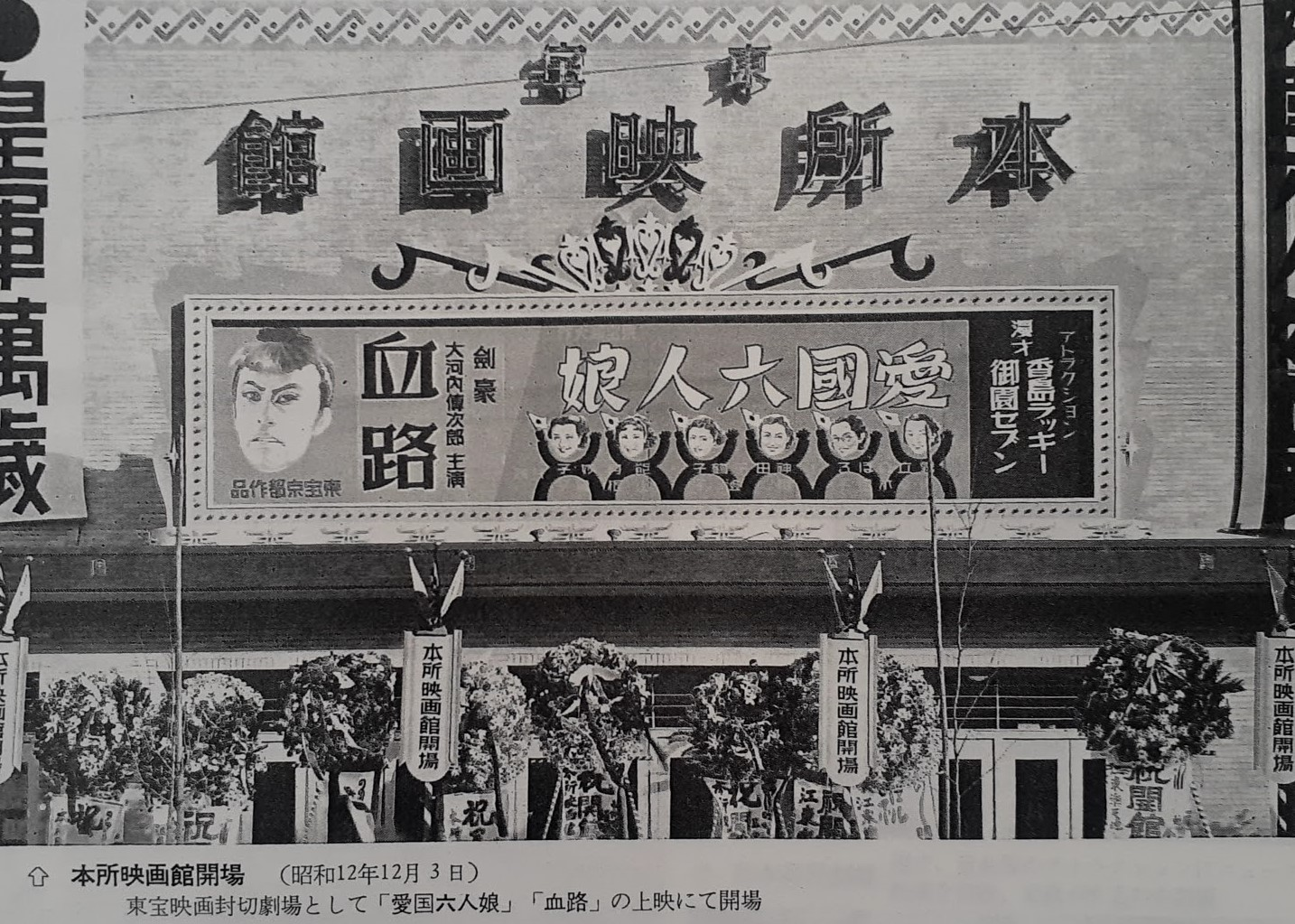
開業時の本所映画館

### 浅草への進出
東京大空襲後の1945年（昭和20年）6月には本所映画館が営業を再開し、戦後の1946年（昭和21年）1月1日には江東劇場も松竹・大映封切館として開館した。1947年（昭和22年）5月には資本金を300万円に増資。同年7月に独占禁止法が施行されたことで、東宝株式会社との親子会社関係を改称し、東宝株式会社から出向していた社員は株式会社江東楽天地の所属となった。
1949年（昭和24年）5月16日に東京・大阪・名古屋の証券取引所が開業すると、東京証券取引所に株式を上場した。1950年（昭和25年）1月には都内5番目となる国営競馬（現在の日本中央競馬会）場外馬券売場（現・ウインズ錦糸町）を開設し、同年12月には戦前の江東花月劇場跡地に錦糸町映画劇場（キンゲキ）が開館した。1951年（昭和26年）には吉本興業によって大映封切館の江東吉本映画劇場（後の江東東映）が、1952年（昭和27年）に松竹洋画系の江東花月映画劇場が開館し、江東楽天地の映画館は株式会社江東楽天地が経営する映画館と合わせて9館となった。
1951年（昭和26年）には小林一三からの依頼で台東区浅草への進出を決定し、同年11月には株式会社江東楽天地の兄弟会社として株式会社浅草楽天地が設立された。コロムビア映画社から1億円の借款を受け、1952年（昭和27年）9月2日には浅草宝塚劇場と浅草宝塚地下劇場が開館した。浅草は松竹との繋がりの深い土地だったが、これによって初めて東宝系劇場が浅草に進出した。同年12月1日には株式会社江東楽天地と株式会社浅草楽天地が合併している。
1953年（昭和28年）2月には日本放送協会(NHK)がテレビの本放送を開始し、映画業界は危機感を募らせた。同年には江東劇場に日本初のワイドスクリーンが設置され、1954年（昭和29年）5月には本所映画館に都内で2番目のシネマスコープ設備が設置された。1953年（昭和28年）1月1日には錦糸町映画劇場の東側に3階建ての楽天地会館を建設し、パチンコデパート（後に江東文化劇場に改装）、子ども遊園地などが開業した。同年11月1日にはパチンコデパートを改装して江東文化劇場が開館し、12月29日には江東地下劇場が開館した。1954年（昭和29年）4月1日には浅草楽天地にも、都内初のウェーブコースターを設置したスポーツランドが開業した。

### 事業の多角化
1956年（昭和31年）8月に那波光正が社長に就任すると、映画以外の娯楽施設を充実させるなど事業の多角化に着手し、9月8日には6階建ての楽天地天然温泉会館が開業した。1953年（昭和28年）9月には錦糸工業株式会社が設立されており、錦糸興業は1954年（昭和29年）発足の江東花壇街（現在の錦糸町ハイタウン）、1960年（昭和35年）完成の第一錦糸ビル、1961年（昭和36年）完成の第二錦糸ビルの管理などを行った。1959年（昭和34年）には飲食営業・スポーツランド・ゴルフ練習場・卓球場などの事業を受け継ぐ会社として京葉興業株式会社が設立され、1960年（昭和35年）にはキャバレーのグランド・フォンテンの経営などを行う会社として泉興業株式会社が設立された。1961年（昭和36年）には清掃やクリーニングを行う株式会社錦美舎が設立され、1963年（昭和38年）にはスポーツ娯楽関係事業を行う楽天地スポーツ株式会社が設立された。
1960年（昭和35年）5月には那波光正を社長とする株式会社錦糸町交通会館が設立され、1962年（昭和37年）4月に国鉄錦糸町駅に駅ビルきんし町が全館開業した。駅ビルきんし町は延床面積約6700坪に107店を有し、墨田川以東の都下で最大のショッピングセンターだった。1961年（昭和36年）10月、事業の発展を見据えて株式会社江東楽天地から株式会社東京楽天地に改称した。
1963年（昭和38年）7月15日には新たな本所映画館が入る本映ビルが完成し、同年10月31日には新たな江東劇場が入る江劇ビルが完成した。1964年（昭和39年）10月には計40レーンを有する楽天地ボーリングが開業した。同月には浅草楽天地に浅草東宝劇場と浅草スカラ座も開館しているが、浅草東宝劇場は舞台に噴水設備を有する世界初の映画館であり、浅草スカラ座はエスカレーターと70mmフィルム映写設備を有する浅草地区唯一の映画館だった。
1965年度（昭和40年度）上半期における総収入は約7億3000万円、利益は約6990万円であり、部門別の収入割合は興行収入48.3%、ボウリング収入17.4%、温泉収入9.5%、雑収入1.3%だった。1965年（昭和40年）以降には映画興行と不動産経営の比率を高め、その他の事業は徐々に子会社に移管していった。1965年（昭和40年）10月には子会社の泉興業が、天然温泉会館6階にダンスホールのブルースカイを開業させ、下町随一の名門ダンスホールと謳われた。1966年（昭和41年）には天然温泉会館3階にフィンランド式サウナを設置して話題を集めている。1969年（昭和44年）には赤坂東急ホテルに、1972年（昭和47年）には銀座第一ホテルに、1983年（昭和58年）には帝国ホテルに、1985年（昭和60年）には池袋ホテルメトロポリタンに、1986年（昭和61年）には東京全日空ホテルにもフィンランド式サウナが設置されているが、いずれも泉興業による展開である。
楽天地グループは斜陽の映画事業を補完する娯楽事業としてボウリング事業に注目した。1969年（昭和44年）にはボウリング事業が楽天地スポーツセンターに移管され、同年7月には浅草楽天地に54レーンの楽天地浅草ボウルを、1970年（昭和45年）4月に18レーンを追加したことで、計72レーンという都内屈指のボウリング場が完成した。1971年（昭和46年）5月26日には創業当初から江東楽天地にあった本所映画館を閉館させ、30レーンの楽天地ヤングボウルを開業させた。1972年（昭和47年）には日本のボウリングブームがピークに達し、以後は徐々にボウリング場を閉鎖している。
1969年（昭和44年）6月に都市再開発法が成立すると、1970年（昭和45年）には墨東地区市街地再開発協会が設置されて錦糸町駅南口・北口の再開発が構想されたが、1973年（昭和48年）10月に勃発した第1次オイルショックによって頓挫した。高度経済成長の終焉やボウリング人気の衰退などもあって、1970年代の楽天地グループは消費者の変化に合わせた業種転換を模索した。この時期にはパチンコ店、麻雀荘、インドアゴルフ場、レストランや居酒屋などを開店させているが、早々と閉店した店も多かった。

### 楽天地ビルの建設

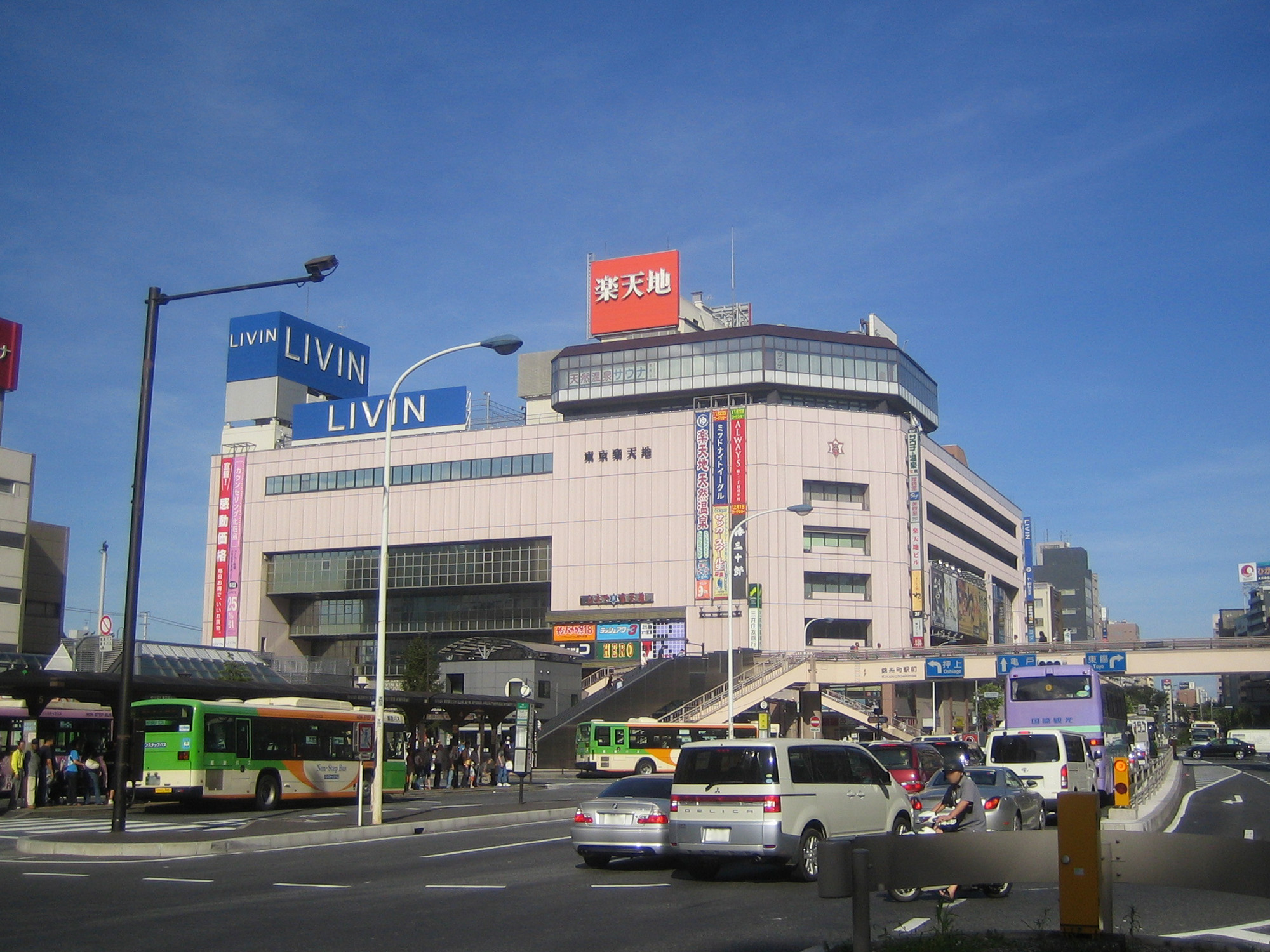
LIVINが入っていた頃の楽天地ビル（2007年）

1977年（昭和52年）以後には改めて再開発を構想し、1981年（昭和56年）までに6回の増資を行って資本金は11億円に達した。1964年（昭和39年）10月からは東京証券取引所第二部銘柄に指定されていたが、1981年（昭和56年）6月には増資の結果として第一部銘柄に指定されている。同年10月には地下3階・地上9階建ての楽天地ビルの建設に着工し、1983年（昭和58年）11月1日には第1期工事を終えてオープンした。楽天地ビルには遊技場や飲食店、三井銀行錦糸町支店、映画館4館、サウナなどが入っている。
1986年（昭和61年）11月5日には楽天地ビルが第2期工事を終え、錦糸町西武を核テナントとして全館オープンした。商業施設は系列の阪急百貨店ではなく、西武セゾングループの西友を誘致。西友と西武百貨店が出資した株式会社錦糸町西武運営による百貨店の錦糸町西武店（錦糸町西武）が開業している。それまでの錦糸町は男性の街と言われていたが、婦人を主な客層とする錦糸町西武の開店などで若い女性も多い街となった。
1987年（昭和62年）4月3日には東宝社長の松岡功などを招いて創立50周年記念パーティが開催された。株式会社東京楽天地の直営劇場として江東劇場、本所映画、リッツ劇場、キンゲキ、錦糸町スカラ座、浅草東宝劇場の6館があり、不動産業として楽天地ビル、楽天地ダービービル、第一錦糸ビル、第二錦糸ビルなどを有していた。子会社として泉興業、錦美舎、楽天地スポーツセンター、楽天地パブ、錦糸興業、楽天地エンジニアリングなどがあった。楽天地グループ全体では従業員数約1000人、総売上高は約90億円だった。楽天地ビルの全館オープン後には動員数や収入が大幅に向上し、計画通りに大型総合レジャー街となった。
1986年（昭和61年）11月5日から1994年（平成6年）1月31日まで、楽天地ビル7階には東京楽天地ではなく西友が経営するミニシアターのキネカ錦糸町があった。1988年（昭和63年）には場外馬券発売所があった楽天地ダービービル分館を取り壊し、1990年（平成2年）1月には跡地に後継施設となるウインズ錦糸町A館が完成した。楽天地ビルでは西友がミニシアターのキネカ錦糸町を運営していたが、1994年（平成6年）1月31日に閉館すると東京楽天地が引き継いで錦糸町スカラ座2に改称し、楽天地ビル内で経営する映画館の総座席数は1445席となった。東京楽天地は長らく不動産賃貸と映画興行を収益の柱としていたが、1989年（平成元年）4月27日に代表取締役社長に就任した矢部健一は第3の柱となる事業を模索。居酒屋つぼ八のフランチャイズ加盟で飲食事業に参入したが、1993年（平成5年）1月に開店させた店舗が1年半後に閉店するなどして飲食事業は暗礁に乗り上げた。

### 近年の動向

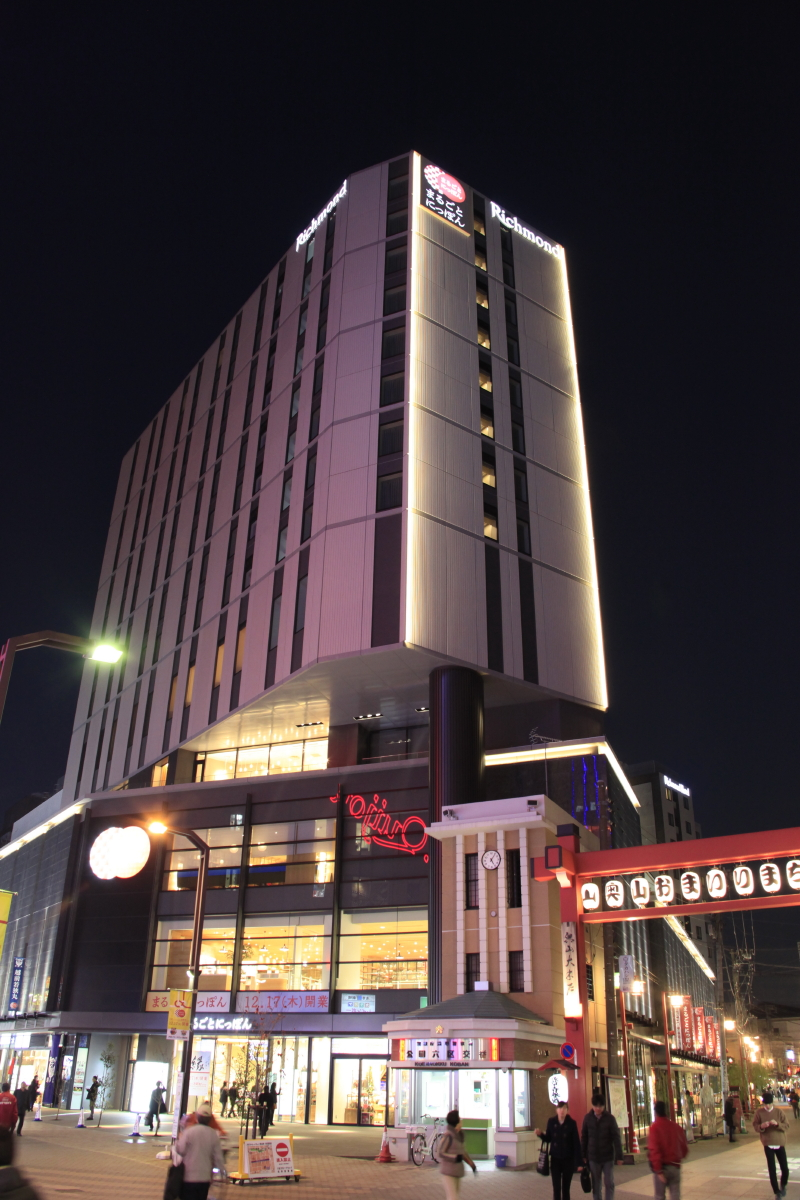
浅草の東京楽天地浅草ビル

1997年（平成9年）には創立60周年を迎え、社長の矢部健一が取締役会長となり、東宝株式会社常務取締役である瀬戸勇が代表取締役社長に就任した。同年3月、株式会社錦糸町西武は西友へ吸収合併され、西友本体が運営する錦糸町西武店となった。この年には錦糸町駅北口に錦糸町東武ホテルレバントや錦糸町そごうが開業するなどし、錦糸町の人の流れが南口から北口にシフトした年である。
1999年（平成11年）6月17日、錦糸町西武店はGMS業態に業態変更してリヴィン錦糸町店に改称した。同年7月10日には楽天地ビル内に2館が新設され、既存の6館と合わせて8館のシネマコンプレックスである錦糸町シネマ8楽天地が開館した。2000年（平成12年）4月、瀬戸勇社長が取締役会長となり、佐藤暢雄専務が代表取締役社長に就任した。2003年（平成15年）4月、東宝株式会社常務取締役である竹下直志が代表取締役社長に就任した。2003年（平成15年）3月19日には営団地下鉄半蔵門線が錦糸町駅を経由して延伸されたことで、延伸に先駆けて2002年（平成14年）9月には楽天地ビルのリニューアルを実施している。
2006年（平成18年）4月20日には錦糸町駅北口のオリナスにTOHOシネマズ錦糸町（現在のTOHOシネマズ錦糸町オリナス）が開館した。錦糸町に他社のシネコンが開館するのを防ぐべく、東京楽天地は東宝と協力してTOHOシネマズブランドでの運営を行っている。錦糸町の映画館はいったん2施設計16スクリーンとなったが、5月7日にはシネマ8楽天地の2スクリーンを閉鎖し、4スクリーンの楽天地シネマズ錦糸町となった。
2006年（平成18年）1月31日、浅草楽天地の浅草東宝会館が閉館した。建物の老朽化や他の用途への転用の難しさ、浅草六区の興行街の衰退などが閉館の理由に挙げられる。2010年（平成22年）1月31日には浅草ボウルも閉業したことで、東京楽天地が経営する浅草の主要娯楽施設がなくなった。かつては主要事業のひとつとしてボウリング場の経営があったが、浅草ボウルの閉業でボウリング場がなくなり、2005年（平成17年）6月19日には新たにフットサル場の経営に乗り出している。
2009年（平成21年）4月28日、前東宝専務取締役の山田啓三が代表取締役社長に就任した。2008年（平成20年）以後には台東区やまちづくり推進協議会らが浅草六区の再開発に着手しており、2013年（平成25年）10月には東京楽天地浅草ビルの建設に着工し、2015年（平成27年）12月17日に開業した。上層階にはリッチモンドホテル プレミア浅草が入っており、下層階には商業観光観光施設のまるごとにっぽんやテナント店舗が入っている。2016年（平成28年）4月27日には山田啓三が取締役会長に就任し、前東宝専務取締役の中川敬が代表取締役社長に就任した。2012年（平成24年）には近隣に東京スカイツリーが開業し、楽天地の来街者はビジネスマンやファミリー層が増えたとされる。
2017年（平成29年）10月9日、楽天地ビルのリニューアルに伴ってリヴィン錦糸町店が閉店した。2018年（平成30年）9月6日、地下1階に店舗機能を集中させた西友錦糸町店が再開業し、2019年（平成31年）3月16日には残りのフロアに錦糸町パルコが開業した。
2024年4月2日、東宝による株式公開買付け（TOB）成立により東京証券取引所プライム市場への上場を廃止（同年4月4日付の株式併合により、株主は東宝と阪急阪神ホールディングスのみとなった）。

## 歴代社長

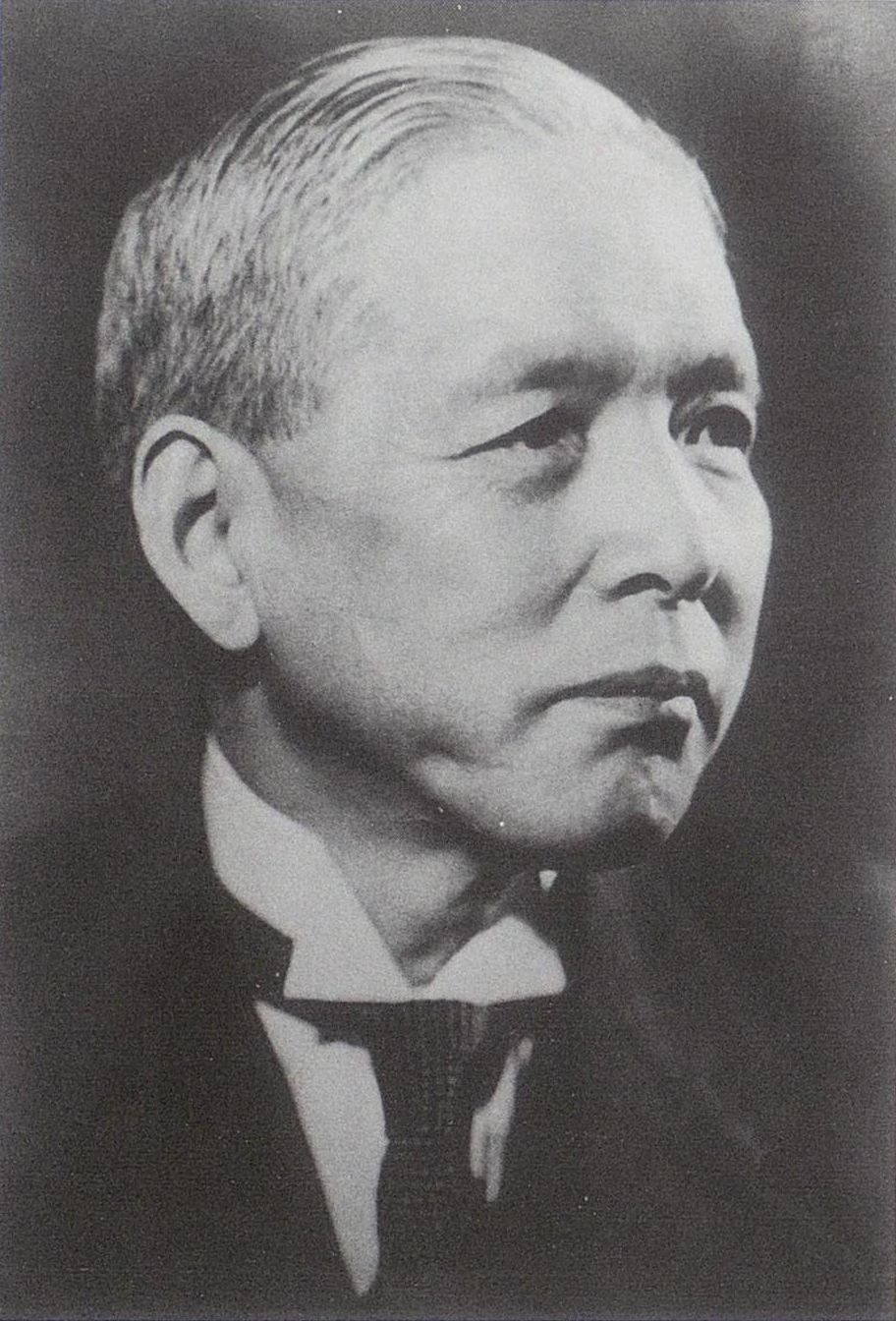
小林一三（創立者）

創立者
- 小林一三

歴代社長
| 代   | 就任                       | 退任                      | 名前       |
| ---- | -------------------------- | ------------------------- | ---------- |
| 初代 | 1937年（昭和12年）2月27日  | 1939年（昭和14年）2月17日 | 吉岡重三郎 |
| 2代  | 1939年（昭和12年）2月17日  | 1956年（昭和31年）8月22日 | 今村信吉   |
| 3代  | 1956年（昭和31年）8月22日  | 1968年（昭和43年）12月7日 | 那波光正   |
| 4代  | 1968年（昭和43年）12月18日 | 1977年（昭和52年）4月28日 | 神守源一郎 |
| 5代  | 1977年（昭和52年）4月28日  | 1989年（平成元年）4月27日 | 雨宮恒之   |
| 6代  | 1989年（平成元年）4月27日  | 1997年（平成9年）4月25日  | 矢部健一   |
| 7代  | 1997年（平成9年）4月25日   | 2000年（平成12年）4月1日  | 瀬戸勇     |
| 8代  | 2000年（平成12年）4月1日   | 2003年（平成15年）4月25日 | 佐藤暢雄   |
| 9代  | 2003年（平成15年）4月25日  | 2009年（平成21年）4月28日 | 竹下直志   |
| 10代 | 2009年（平成21年）4月28日  | 2016年（平成28年）4月27日 | 山田啓三   |
| 11代 | 2016年（平成28年）4月27日  | 2020年（令和2年）4月28日  | 中川敬     |
| 12代 | 2020年（令和2年）4月28日   | 在職中                    | 浦井敏之   |

## 運営施設

### 楽天地ビル

#### TOHOシネマズ錦糸町楽天地
TOHOシネマズ錦糸町はオリナスと楽天地の2施設体制となっており、計12スクリーン、計2,308席を有するシネマコンプレックスである。運営・経営は株式会社東京楽天地であり、2022年（令和4年）時点でTOHOシネマズ株式会社ではない企業が運営を行っている唯一のTOHOシネマズである。TOHOシネマズ錦糸町楽天地は4スクリーン計851席（車椅子8席）を有し、TOHOシネマズ錦糸町オリナスからの続きでスクリーン番号は9から12が振られている。

##### 歴史
もともとは錦糸町に点在していた映画館を江東楽天地に集約したものであり、スクリーンごとにかつて存在した劇場名が与えられていた。1986年に錦糸町スカラ座をオープンさせたほか、1994年2月1日にキネカ錦糸町を引き継ぐなどして8スクリーン体制の錦糸町シネマ8楽天地となるが、TOHOシネマズ錦糸町オープンに伴って楽天地シネマズ錦糸町に改称し、現在の4スクリーン体制となった。
1983年（昭和58年）11月1日には楽天地ビルの第1期工事が完了し、ビル内に江東劇場・キンゲキ・本所映画館・リッツ劇場の4館が開館した。1986年（昭和61年）には11月5日には東京楽天地が経営する錦糸町スカラ座と西友が経営するキネカ錦糸町も開館し、1994年（平成6年）2月1日には両者が錦糸町スカラ座1・2となった。1999年（平成11年）7月10日にはビル内に2館が新設され、既存の6館と合わせて8館のシネマコンプレックスである錦糸町シネマ8楽天地としてまとめられた。
2006年（平成18年）4月20日には錦糸町駅北口のオリナスにTOHOシネマズ錦糸町（現在のTOHOシネマズ錦糸町オリナス）が開館したことで、錦糸町シネマ8楽天地は楽天地シネマズ錦糸町に改称し、8館から4館に縮小された。2018年（平成30年）7月1日には楽天地シネマズ錦糸町が営業終了、翌日から改装のための長期休館に入り、同年11月16日にはTOHOシネマズ錦糸町楽天地が開館した。スクリーンがオリナスとの通し番号となったほか、それまでの全席自由席ではなく全席指定席・入替制となった。

##### スクリーン
錦糸町シネマ8楽天地時代（～2018年）
- シネマ1（6階）：388席
- シネマ2（6階）：165席
- シネマ3（4階）：248席
- シネマ4（4階）：165席

サラウンドEX、DTSは全スクリーン対応。
TOHOシネマズ錦糸町楽天地時代（2018年～）
| No.       | 座席数（車椅子） | サイズ(m)    |
| --------- | ---------------- | ------------ |
| 9（6階）  | 349席（2席）     | 6.1m × 14.5m |
| 10（6階） | 145席（2席）     | 4.0m × 9.4m  |
| 11（4階） | 212席（2席）     | 4.7m × 10.2m |
| 12（4階） | 145席（2席）     | 4.0m × 9.4m  |

### 東京楽天地浅草ビル
2015年（平成27年）、浅草東宝会館と楽天地浅草ボウルの跡地に東京楽天地浅草ビルが竣工し、同年12月には商業施設のまるごとにっぽんが開業した。東京楽天地の100%子会社である楽天地オアシスが運営している。東京楽天地浅草ビルにはリッチモンドホテルプレミア浅草も入っている。2021年（令和3年）6月にはまるごとにっぽんがリニューアルオープンし、東京楽天地浅草ビルには新たにユニクロ浅草が開店した。

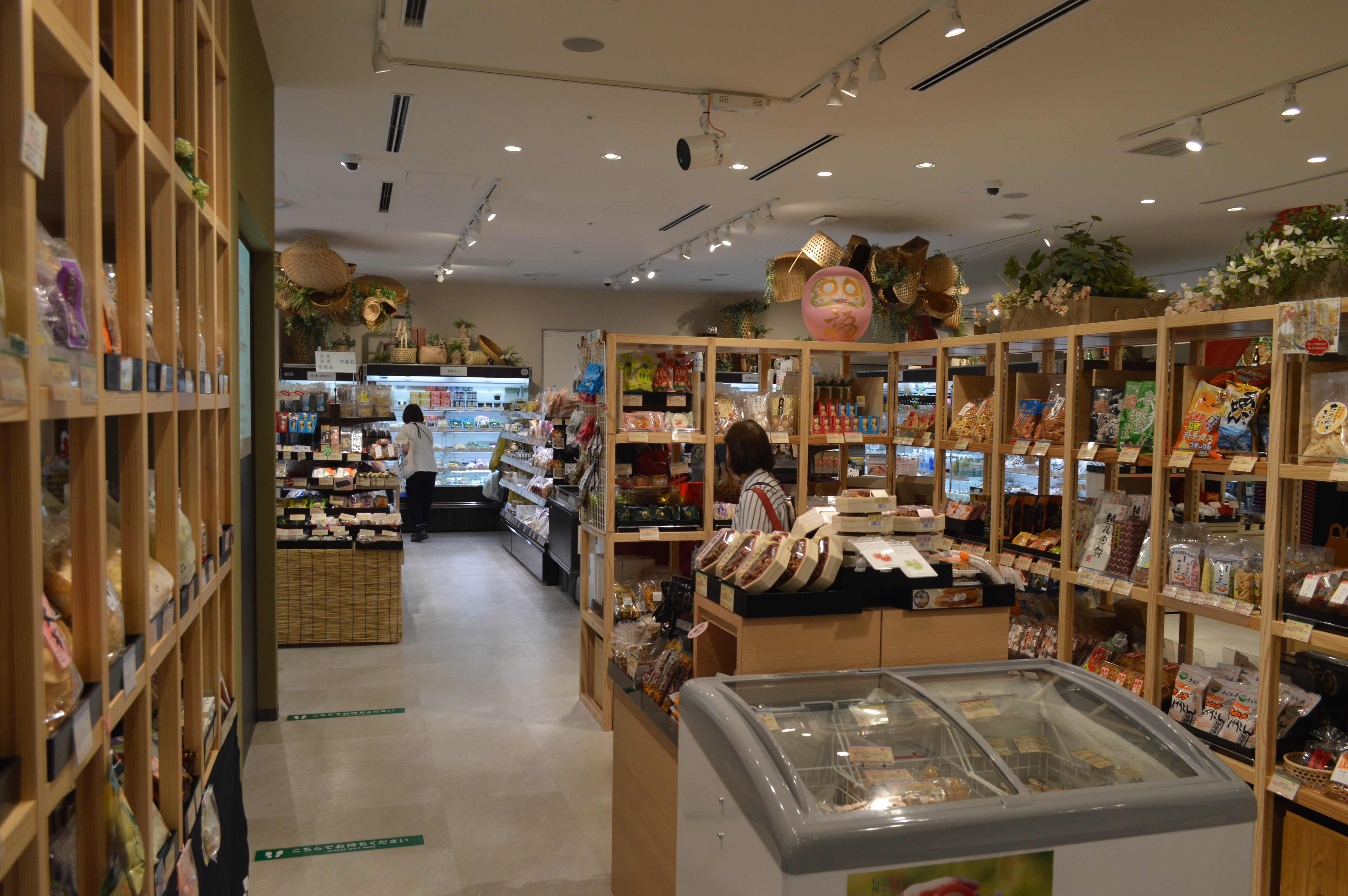
まるごとにっぽん
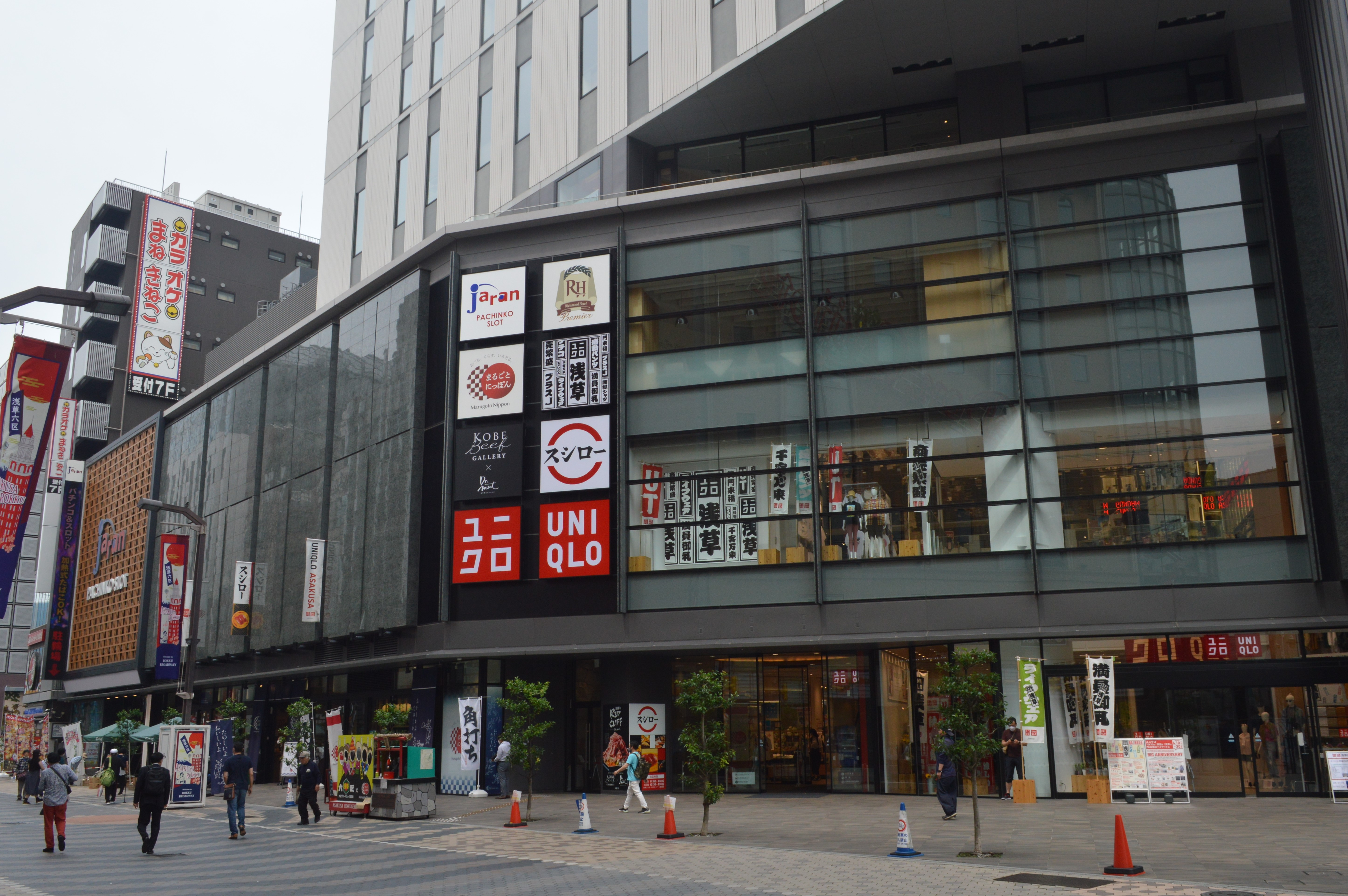
テナント部分

### その他の施設

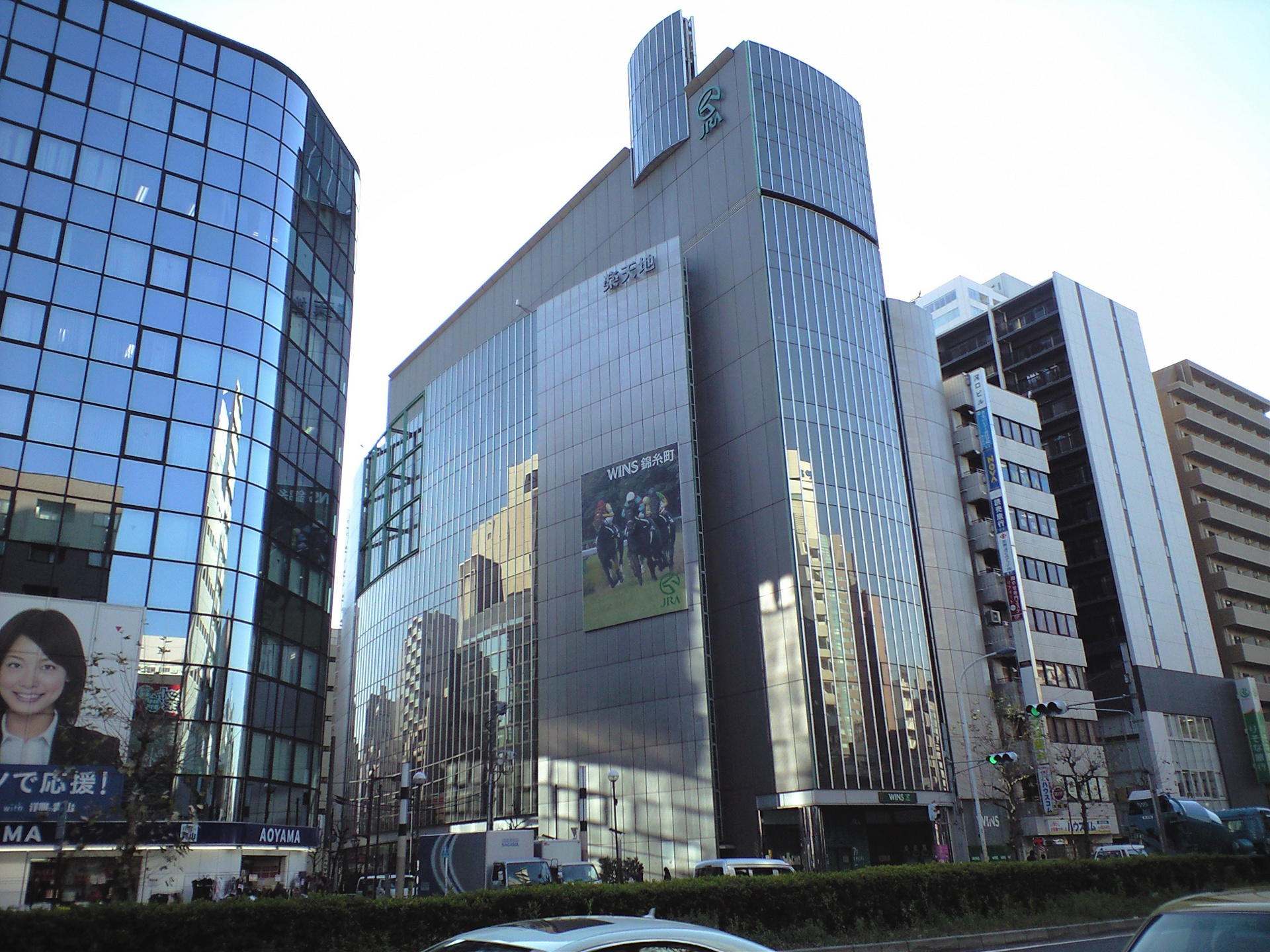
楽天地ダービービル西館

- 楽天地ダービービル東館（東京都墨田区江東橋） - ウインズ錦糸町東館。
- 楽天地ダービービル西館（東京都墨田区江東橋） - ウインズ錦糸町西館。
- 楽天地ダービービル別館（東京都墨田区江東橋）
- 第一錦糸ビル（東京都墨田区江東橋）
- カルムガーデン錦糸町（東京都墨田区江東橋）
- 楽天地タワーパーキング（東京都墨田区江東橋）
- 西葛西KYUビル（東京都江戸川区西葛西）
- 北新宿ビル（東京都新宿区北新宿） - オリンピック北新宿店。
- 六本木ビル（東京都港区六本木） - 麻布迎賓館。
- 楽天地天然温泉法典の湯（千葉県市川市） - スーパー銭湯。2005年（平成17年）開場。泉質はナトリウム-塩化物強塩泉。泉温は36.4℃。湧出量は毎分210リットル。化石海水タイプの温泉を使用しており、露天風呂の一部の浴槽では源泉掛け流しを行っている。JR武蔵野線船橋法典駅より徒歩約7分。

### かつて有していた施設

#### 浅草東宝劇場
浅草東宝劇場の歴史
1951年（昭和26年）、浅草寺は観音堂再建資金を捻出するため、浅草公園六区東側にある瓢簞池（大池）の敷地を売却した。その南半分を株式会社江東楽天地が取得し、松竹の牙城である浅草に東宝系企業が乗り込むことになった。株式会社江東楽天地は購入した瓢簞池を埋め立て、1952年（昭和27年）9月1日に浅草宝塚劇場と浅草宝塚地下劇場が開館した。1954年（昭和29年）4月1日、残り半分の敷地に遊園地の浅草楽天地スポーツランドが開場した。
1963年（昭和38年）1月20日には浅草楽天地スポーツランドを閉業させ、1964年（昭和39年）10月29日には跡地に浅草東宝会館が開館した。浅草東宝会館の1階と2階には浅草東宝劇場が、3階と4階には浅草スカラ座が入っている。1970年（昭和45年）3月16日には浅草東宝劇場が閉館し、同年7月1日には楽天地浅草ボウル新館に転換された。同年4月18日には浅草スカラ座が浅草東宝劇場に改称している。1968年（昭和43年）7月13日には浅草宝塚劇場と浅草宝塚地下劇場が閉館し、1969年（昭和44年）7月9日には跡地に楽天地浅草ボウルが開業した。
2006年（平成18年）1月31日には浅草東宝会館が老朽化を理由に閉館した。2010年（平成22年）1月31日には楽天地浅草ボウルも閉業した。
浅草東宝劇場の施設
東宝の邦画封切館であり、座席数は575席。末期には邦画の旧作をオールナイトで特集上映するなど、バラエティに富んだ企画も行っていた。ドルビーデジタル及びDTSは閉館まで一貫して導入していなかった。